# 浪ノ音藤美
浪ノ音 藤美（なみのおと ふじみ、1903年4月 - 1934年）は、青森県南津軽郡平賀町（現平川市）出身で振分部屋に所属した元大相撲力士。本名は奈良岡 藤美。最高位は十両10枚目。

## 経歴
同郷の浪ノ音健蔵の振分部屋に入門し、師匠の四股名の「浪ノ音」の名で1920年5月序ノ口に就く。1928年5月十両昇進。この場所と翌場所2場所続けて負け越した。幕下に落ちた1929年3月に廃業。1934年死去。